# Adam Szeworski

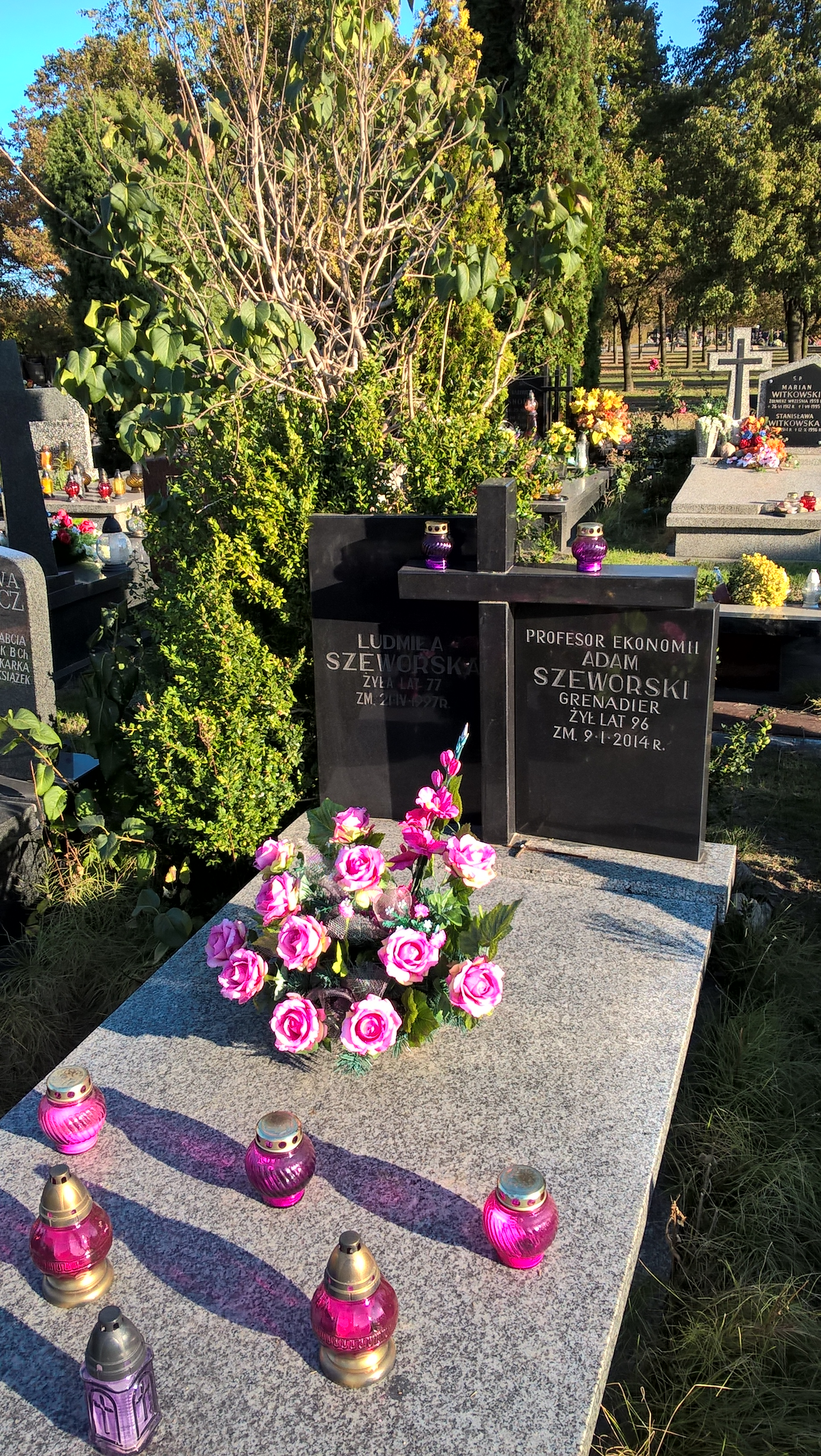
Grób Adama Szeworskiego na Cmentarzu Komunalnym Północnym w Warszawie

Adam Stefan Kazimierz Jan Szeworski (ur. 11 stycznia 1918, zm. 9 stycznia 2014 w Warszawie) – polski ekonomista.

## Życiorys
Syn Stefana i Anieli. Studiował ekonomię na Uniwersytecie Warszawskim, a następnie na Uniwersytecie w Zurychu. We wrześniu 1939 wstąpił w szeregi 1 Dywizji Grenadierów w Lotaryngii, a po jej rozwiązaniu w 1940 przedostał się ponownie do Szwajcarii, gdzie kontynuował studia, a następnie obronił pracę doktorską. Po zakończeniu działań wojenny powrócił do Warszawy, gdzie został wykładowcą Wydziału Nauk Ekonomicznych Uniwersytetu Warszawskiego. W 1955 został uczniem prof. Michała Kaleckiego, następnie współpracowali w zakresie badań nad cyklami koniunkturalnymi w rozwiniętych państwach kapitalistycznych oraz w Azji. Zasiadał w Radzie Wydziału Nauk Ekonomicznych Uniwersytetu Warszawskiego, zajmował się również zagadnieniami prawnymi oraz przekładem anglojęzycznych publikacji naukowych związanych z ekonomią. Adam Szeworski był autorem cyklu artykułów i książek badających powojenne dzieje wielu czołowych państw świata, m.in. Stanów Zjednoczonych, Wielkiej Brytanii, Republiki Federalnej Niemiec, a także Indii, Korei i Japonii, wybitny badacz zjawiska kryzysów finansowych lat 70. i 80. Profesor nadzwyczajny od 1977, profesor zwyczajny od 1985 roku. Należał do Komitetu Nauk Ekonomicznych Polskiej Akademii Nauk (1970–1981 oraz od 1985) oraz Polskiego Towarzystwa Ekonomicznego. W latach 1986–1990 był wykładowcą Centrum kształcenia Służby Zagranicznej Akademii Nauk Społecznych przy KC PZPR. Kierownik Zespołu w Komisji Problemowej Współpracy Akademii Nauk Krajów Socjalistycznych do spraw Badań Współczesnego Kapitalizmu (1981–1984).
Członek PZPR od 1962. Autor ponad 220 prac (w tym autor lub współautor 13 książek, 80 artykułów, 20 raportów problemowych, 10 przekładów) z zakresu ekonomii politycznej kapitalizmu, koniunktury i wzrostu gospodarczego krajów kapitalistycznych. 

## Odznaczenia
- Krzyż Kawalerski Orderu Odrodzenia Polski
- Krzyż Oficerski Orderu Odrodzenia Polski (2001)[3]
- Krzyż Czynu Bojowego Polskich Sił Zbrojnych na Zachodzie
- Medal 10-lecia Polski Ludowej
- Medal 40-lecia Polski Ludowej
- Medal Komisji Edukacji Narodowej
- Medal Zwycięstwa i Wolności 1945
- Odznaka Grunwaldzka
- Krzyż Kawalerski Orderu Legii Honorowej